# Fregatten Jylland (dokumentarfilm)
Fregatten Jylland er en dansk dokumentarfilm fra 1958, der er instrueret af Børge Høst og Erik Witte efter deres eget manuskript.

## Handling
En film om Fregatten Jyllands rolle i den 2. Slesvigske Krig fortalt og illustreret med stik og malerier.